# Ribera de Campcardós
La ribera de Campcardós, ou rivière de Campcardós, est une rivière de l'Est des Pyrénées, affluent du Carol.
Cette rivière s'écoule d'ouest en est, entièrement sur la commune française de Porta, dans le département des Pyrénées-Orientales. Tout son bassin versant se trouve dans une Zone naturelle d'intérêt écologique, faunistique et floristique (ZNIEFF).

## Toponymie

### Étymologie
Le mot Campcardós est composé de deux parties. La première, Camp, signifie « Champ ». Cela vient du fait que la ribera tient son nom du petit plateau planella de Campcardós qui se trouve dans sa vallée, et qui est nommé ainsi (Campo Cardos ou Camp Cardos) depuis au moins le XIIIe siècle. Cardos tire son origine du latin Cardo, « chardon ». La planella était un lieu d'estive où abondaient les chardons.

### Principaux lieux

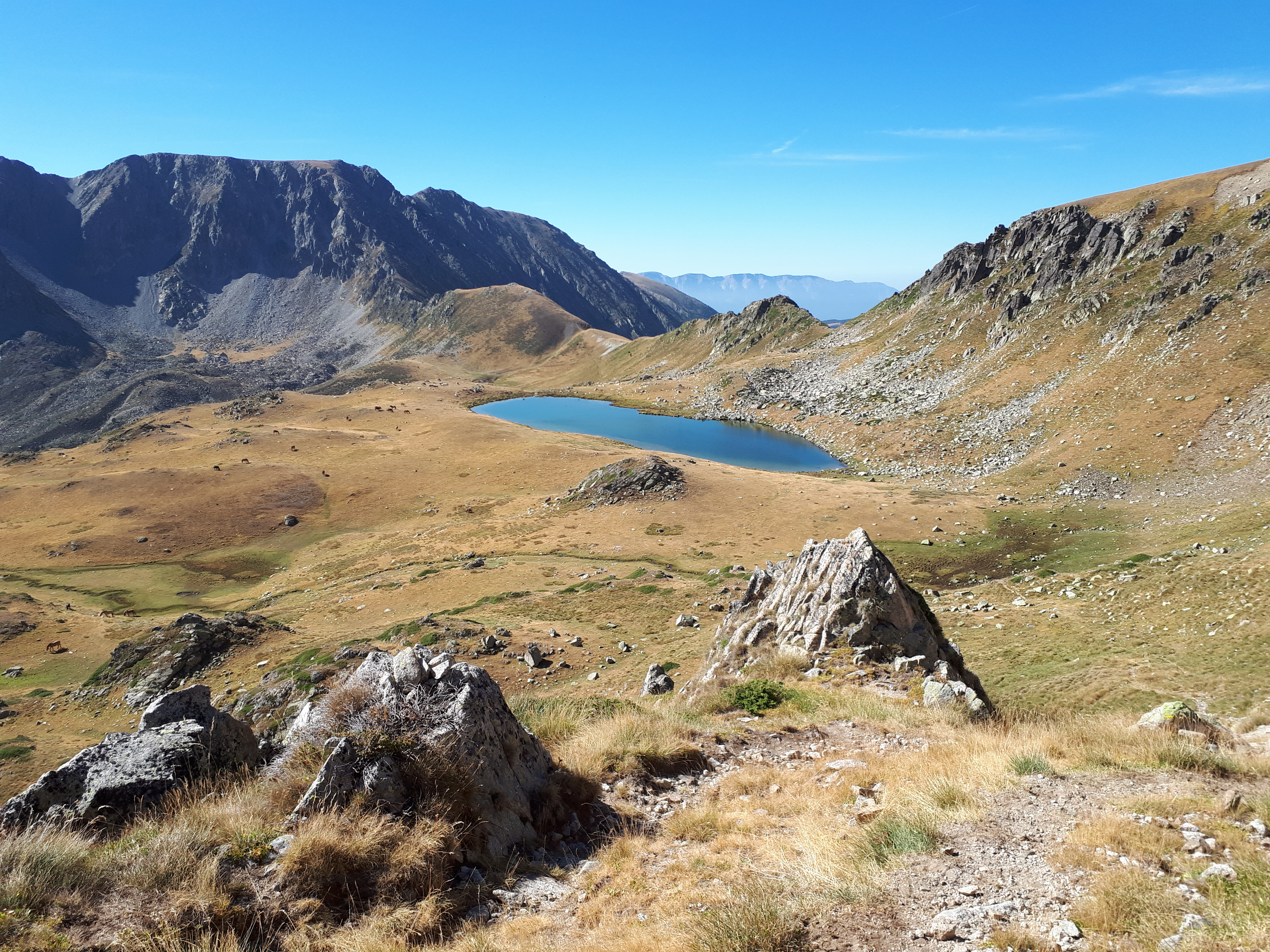
L'estany Negre ou de les Passaderes, la source de la ribera de Campcardós. Au-delà du lac: la portella Blanca d'Andorra.

La ribera de Campcardós prend sa source au pla de les Passaderes. Le haut de sa vallée est délimité par les crêtes reliant le pic de les Valletes, le pic de Font Negra (ca), le pic Negre d'Envalira et le Puig Pedrós, également nommé puig de Campcardós. Outre l'estany Negre en amont, la rivière traverse, dans sa partie basse, deux lacs appelés estany Gros et estany Petit.
Au sud du pic Negre d'Envalira se trouve un col appelé portella Blanca d'Andorra, puis, vers l'est, la serra de Campardós (ou massif de Campardós) qui s'élargit en la planella de Campardós. Le centre de la vallée est surplombé en son Sud par le pic de Peiraforca.

## Géographie physique

### Hydrologie
Le Sandre référence deux affluents de la ribera de Campcardós : le Correc de les Passaderes, né également au pla de les Passaderes, et le rec de Montfillà, qui rejoint la ribera peu avant sa confluence avec le Carol,.

## Géographie humaine
L'essentiel de l'activité humaine dans la vallée est assurée par l'élevage extensif en été et la randonnée.

### Administration
L'ensemble du bassin versant de la ribera de Campcardós est situé dans la commune de Porta, dans le département français des Pyrénées-Orientales. Une petite partie des crêtes du Nord de la vallée forme la limite entre Porta et la commune de Porté-Puymorens, dans le même département. Du pic Negre d'Envalira à la portella Blanca d'Andorra, la limite de la vallée se confond avec la frontière entre Andorre et la France, puis avec la frontière entre l'Espagne et la France. La portella Blanca d'Andorra est ainsi un tripoint entre Andorre, l'Espagne et la France.

### Voies d'accès

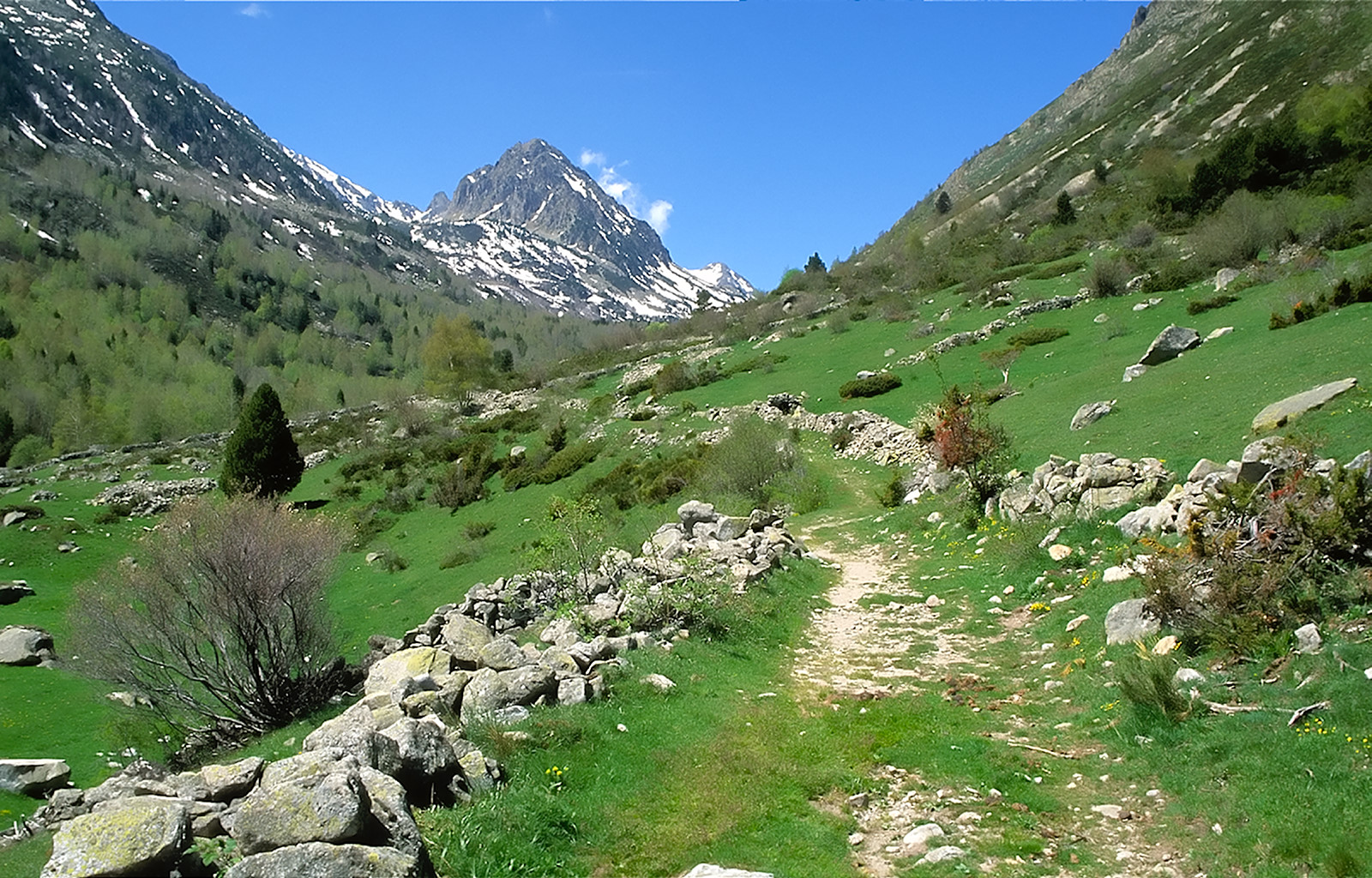
Vu du sentier dans la vallée. Au fond, le pic de Peiraforca

La confluence entre la ribera de Campcardós et la rivière de Carol est desservie par la route (ancienne route nationale 20). Une ligne de train passe également à proximité.
Tout le cours de la rivière est bordé d'un sentier de grande randonnée appartenant à la fois au GR7 et au GR107, jusqu'à la portella Blanca d'Andorra (2 517 m). Il s'agit d'une petite route recouverte d'asphalte qui part de la RN20 au niveau du village de Porta et qui, après les premiers hectomètres, devient une piste, puis un simple sentier,.
La vallée est également accessible au nord par un sentier de randonnée balisé qui entre par le coll dels Isards (2 654 m) et traverse le Pla de les Passaderes pour rejoindre la portella Blanca d'Andorra. Au sud, l'entrée se fait par la Portella Blanca de Meranges (ca) (2 629 m).
Outre les deux sentiers balisés cités plus haut, la vallée est également sillonnée de plusieurs sentiers de randonnée pédestre ou à ski signalés par des cairns,.

### Équipement
L'essentiel de l'équipement contemporain se trouve tout en aval de la vallée.
L'accès routier est muni d'un parking. À l'extrémité de la partie goudronnée du GR7/GR107 se trouve un pylône muni d'un répétiteur. Ensuite, la voie est une piste jusqu'à une cabane pastorale située à 1 950 m d'altitude, puis un simple sentier.
Une prise d'eau suivie d'une conduite de 800 m de long alimente une micro centrale hydroélectrique placée peu en val du confluent de la ribera avec le Carol, avec un débit réservé de 0,1 m3 s−1 de juillet à septembre et 0,05 m3 s−1 le reste de l'année. Une autre prise d'eau permet d'alimenter Porta en eau potable pour un débit de 253 900 m3 par an.
Aucune station de mesure de qualité de l'eau n'est installée dans la ribera de Campcardós ou ses affluents.